# عقرات (جبلة)

تعديل مصدري - تعديل

عقرات هي إحدى قرى عزلة الثوابي بمديرية جبلة التابعة لمحافظة إب، بلغ تعداد سكانها 403 نسمة حسب تعداد اليمن لعام 2004.